# Цаконица
Ца̀коница е село в Северозападна България. То се намира в Община Мездра, област Враца.
Селото е разположено в района на „Веслец“ – предпланина на Стара Планина – и по протежението на река Цаконска бара, която се влива в река Искър малко над град Червен бряг под името Ръчене. Географски селището се характеризира с полупланински релеф, умерен климат и бедни откъм хумус сиви и кафяви горски почви. Около селото има горски масиви от бял и черен бор, включително дървета засадени с труда на местното население през 60-те години на XX век. Естествени масиви има от дъб, липа, леска, люляк. Срещат се още бук, габър, клен, круша, ясен, дрян, бяла бреза, топола, глог и др. Липите (с 3-те си отродия), люляка и глогът, както и иглолистните насаждения насищат с особен аромат атмосферата през дълги периоди на годината.
Селото е далече от всякакви замърсители.

## Исторически факти
За паметник на културата е обявено праисторическото селище „Пещера“. Местното население я наименува с простото име „Пещта“. Тя е проходима и през известни периоди на последните години е служила, както за отглеждане на култивирани гъби, така и за отлежаване на бели сирена и млечни продукти. Малко са известните данни за праисторическото ѝ минало, още повече, че има разклонения, който все още не са изследвани.
Един от основните проблеми е безвъзвратното застаряване на населението.
Праисторическо заселище от най-ранния неолит – датирано около шесто хилядолетие преди Христа е открито при Горната пещера. Намерени са там и в местността „Буче“ каменни и керамични оръдия на труда, глинени съдове и керамични върхове на стрели. Открити са 9 – 10 землянки и останки от гробове. В самата пещера (частично изследвана през 1949 и 1959 г.) са попаднали на находки от желязната епоха.
В османски документ от XV в. е записано „...село Пеще, с друго име Цаконица, дял от тимор, домакинства 14...“.
През XIV век част от обитателите, наричани „пещене“, се заселили на север в равнината и нарекли селото си Пещене.
За произхода на името Цаконица не съществуват сигурни данни. Вероятнистите за възникването му са поне две.
Първата. Още през VI век в областта Пелопонес живеели славянски племена, назоваващи се ЦАКОНИ. През XV век в Егейска Македония село Цакони Бозар имало 66 глави на домакинства, а изгореното при управлението на Али Паша село Горенци през XVIII век било заселено от жители на предишно упоменатото село. През XIX век в този краи е имало няколко български села със сходно име: Цакони – с жители 60 българи и 80 помаци; Цакон махале; Цакон чифлик.
Твърде вероятно е по време на близо петвековната османска власт прокудени българи от Егейска Македония да са потърсили убежище в непроходимите гори на Веслец и в близост до удобната за скривалище пещера и по подобие на съседите си /Върбица, Бешовица, Тишевица/ към наименованието са добавили сричката – ЦА.
Втората вероятност. През XI – XII век печенеги, узи и кумани предприемат непрестанни нападения над Византия. Според редица изследователи, българи, които назовавали ЦАКОНИ, с привелигирован статут, охранявали на смени старопланинските крепости. Вероятно е цакони да са охранявали и цаконското „Кале“, чиито обзор стига на север до река Дунав и като първи заселници са оставили своето име.

## Население
Преброяване на населението през 2011 г.
Численост и дял на етническите групи според преброяването на населението през 2011 г.:
|                     | Численост | Дял (в %) |
| Общо                | 100       | 100,00    |
| Българи             | 97        | 97,00     |
| Турци               | 0         | 0,00      |
| Цигани              | 3         | 3,00      |
| Други               | 0         | 0,00      |
| Не се самоопределят | 0         | 0,00      |
| Неотговорили        | 0         | 0,00      |

## Културни и природни забележителности
Има много на брой естествени извори. Условията са подходящи за отглеждане на лозя и животни. Паметник на Илия Монов. На него също са написани имената на борците против фашизма загинали в отечествената война.

## Редовни събития
26 и 27 октомври – събор на селото.